# الشركة المغربية للنقل
الشركة المغربية للنقل أو ستيام أو CTM هي شركة مغربية متخصصة في مجال نقل المسافرين بالحافلات وتوصيل الطرود البريدية، تأسست سنة 1919، وهي تمتلك أسطولا من 227 حافلة، مما يجعلها أكبر شركة نقل للمسافرين بالحافلات في المغرب. وتعتبر الورشة المركزية لسيدي البرنوصي التي تمتد على مساحة 5000 متر مربع، من أهم الورشات التابعة لشركة ستيام وهي قادرة على صيانة أزيد من 60 حافلة في اليوم. وإلى غاية سنة 2020، أصبحت ستيام تضم 1094 موظف (بينهم 90 نساء).
تعمل الشركة في مجال خدمات نقل الركاب والبريد السريع. وهي عضو في شبكة أورولاينز. 
تعد مجموعة الملكية الوطنية للتأمين المساهم الرئيسي في الشركة بنسبة (48%)، بينما تمتلك مجموعة الجوماني حصة أقلية بنسبة (23%).

## أصل التسمية
كلمة ستيام (CTM) هي اختصار بالفرنسية لجملة Compagnie de Transport au Maroc والتي تعني الشركة المغربية للنقل.

## تاريخ
1919: تأسيس ستيام.

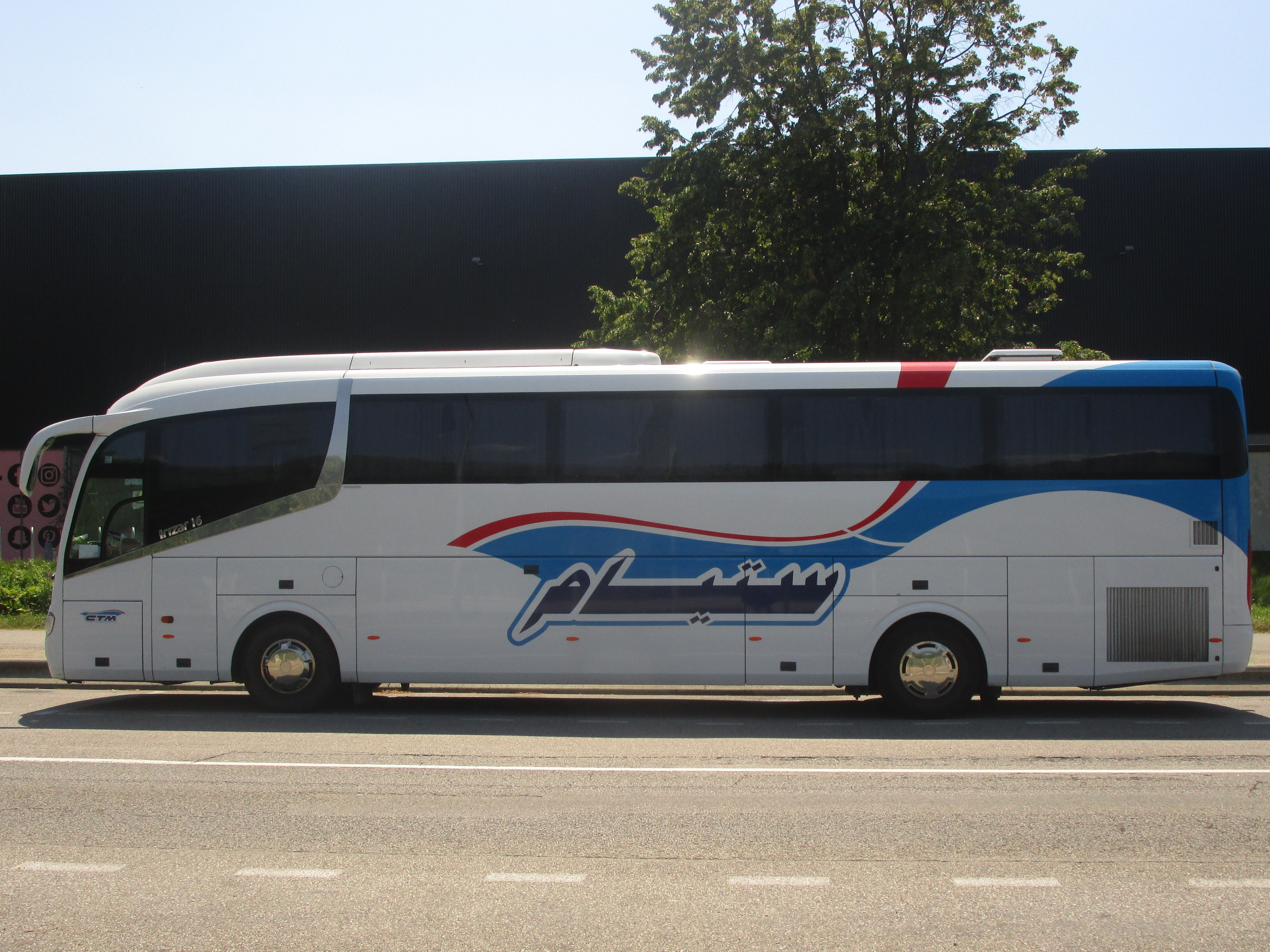
حافلة ستيام (الشعار باللغة العربية)

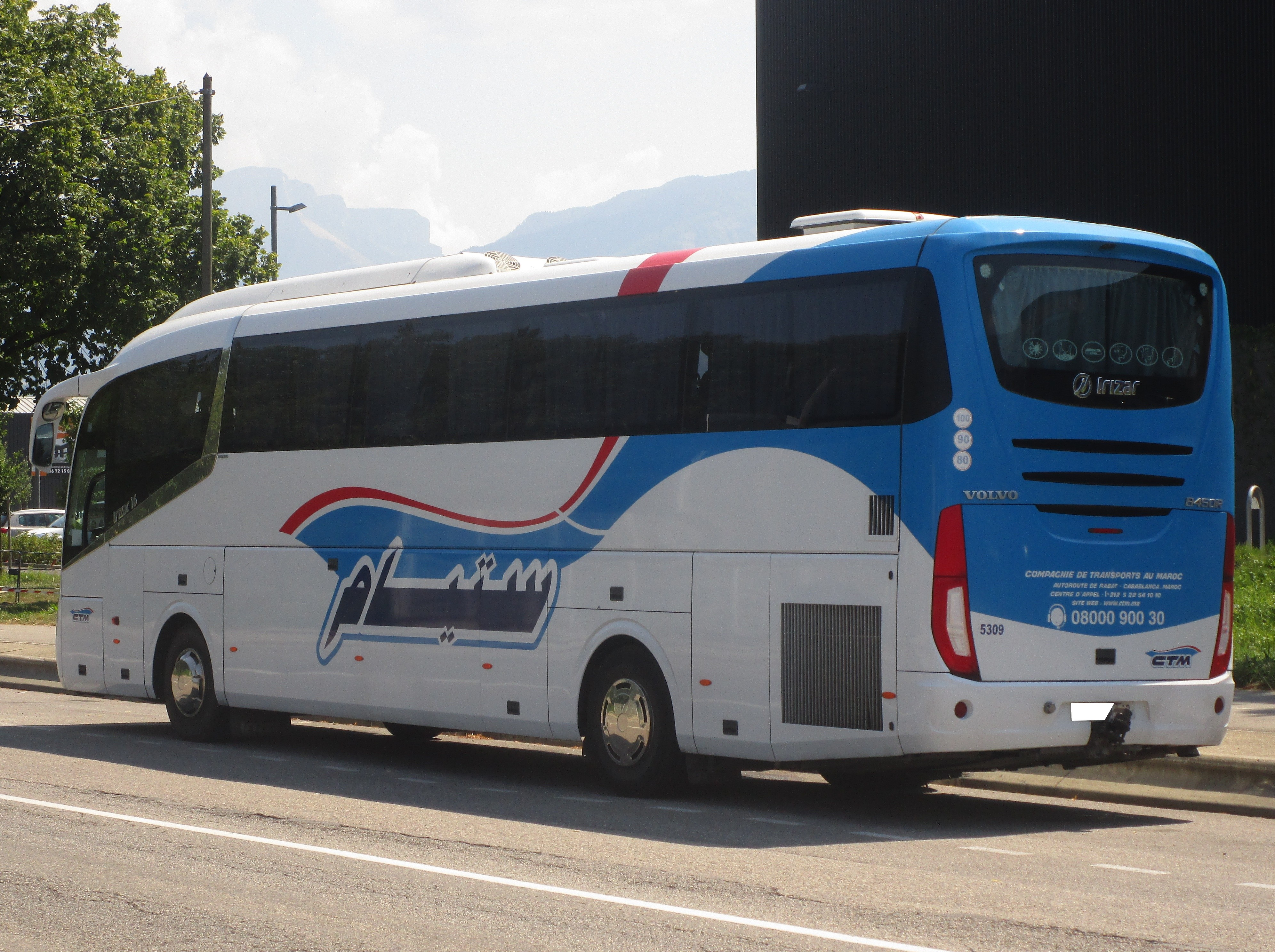
حافلة ستيام من طراز إريزار i6

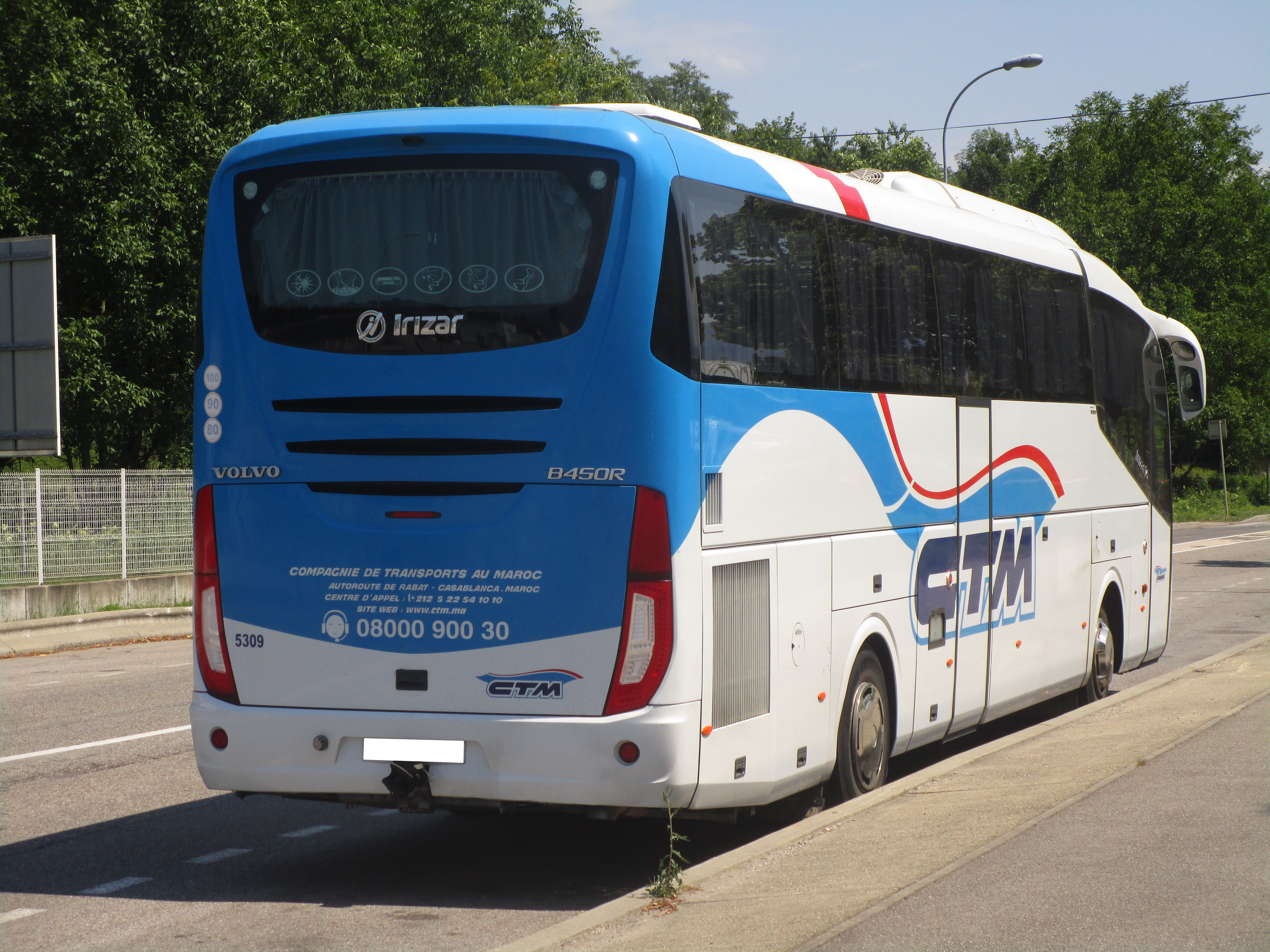
حافلة ستيام من طراز إريزار i6

1993: خوصصة ستيام وإدخالها بورصة الدار البيضاء.
2000: أنشئت الشركة فرعين جديدين وهما ستيام إرساليات وستيام سياحة.
2003: حصول فرع الإرساليات على شهادة ISO 9001-2000.
2009: احتفلت الشركة بمرور تسعون سنة على تأسيسها.
2012: إطلاق خدمة شراء التذاكر عبر الموقع الإلكتروني لستيام.
2014: إطلاق خدمة ستيام بريميوم.
2014: تدشين محطتين جديدتين لستيام بكل من مدينة طنجة وورزازات.
2017: حافلات من نوع نيوبلان تنظم للأسطول، وتتميز بجودتها خاصة في ما يتعلق بتوفرها على نظام إنذاري يساعد السائق على رفع درجة تركيزه أثناء السياقة وتحذيره قبل أن تحيد عن الطريق، وغيرها من الخصائص الأخرى المرتبطة بضمان أمن الركاب. وفي نونبر 2017 أعلنت الشركة عن الإطلاق الرسمي لتطبيقها على الهواتف الذكية الذي يساعد الزبناء الراغبين في السفر على حافلات الشركة من الاستفادة من خدماتها والاطلاع على مواعيد السفر.
2019: إطلاق خدمة ستيام جهوي.
2020: قامت ستيام بالإستحواذ على جميع أسهم شركة صاطاس، لتعزيز حضورها في مجال النقل الطرقي بالمغرب.

## توزيع رأس المال
إلى غاية سنة 2020، يتوزع رأس المال الخاص بستيام على الشكل التالي:
- الملكية الوطنية للتأمين - (49.52%)
- مجموعة الجماني - (23%)
- مساهمون آخرون - (21.30%)
- حكم عبد اللطيف المالية - (5%)
- INTERFINA ـ (1.17%)

## ستيام بريميوم

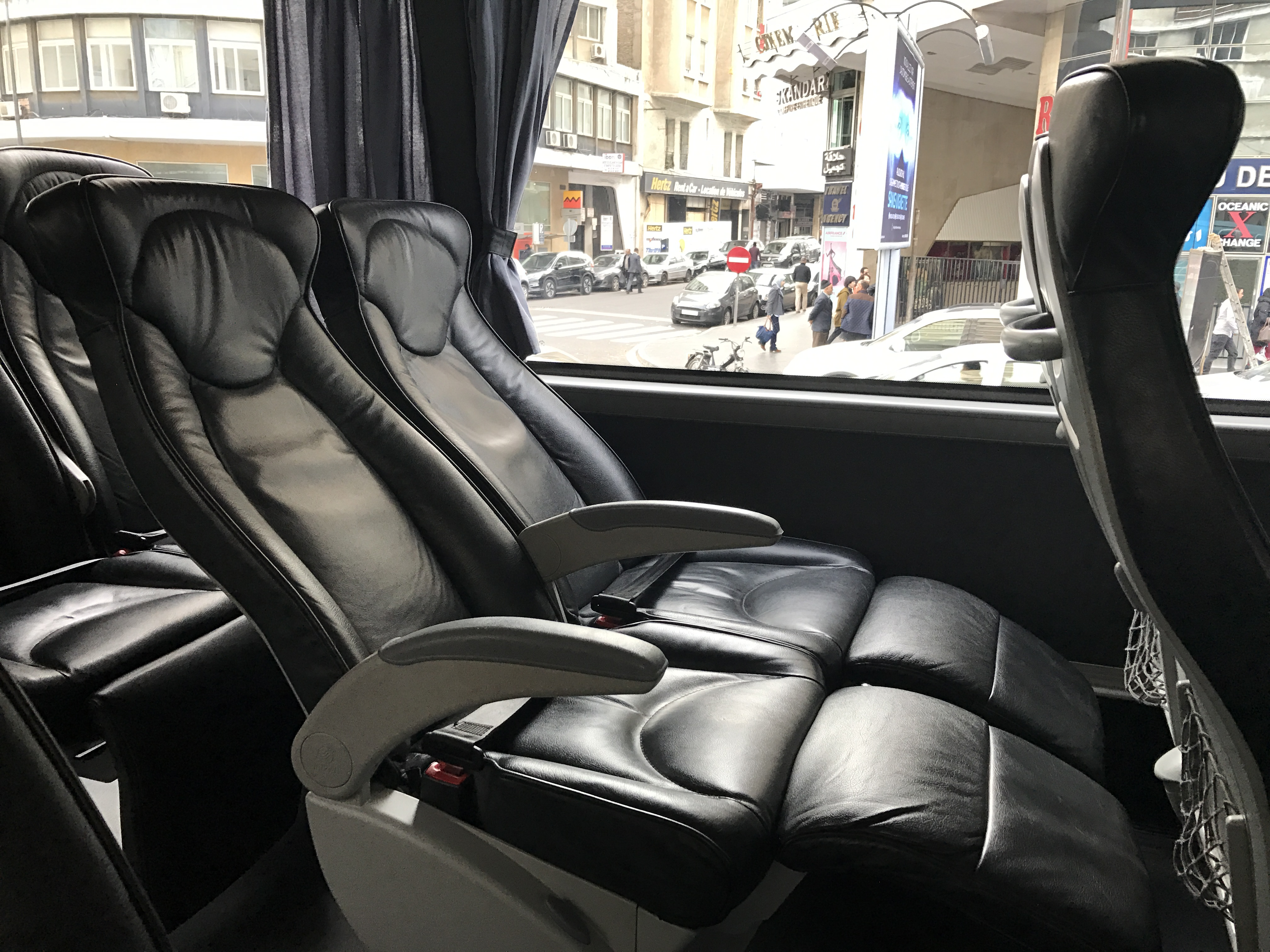
المقاعد داخل حافلة ستيام بريميوم

في فبراير 2014، أعلنت شركة ستيام عن خدمتها الجديدة ستيام بريميوم، وهي خدمة تعتمد على حافلات خاصة حيث يتم تخصيص صالون خاص للمسافرين في محطات ستيام، بالإضافة إلى توفر خدمة الإنترنيت المجاني في المحطة وفي الحافلة، ومن بين مميزات حافلات بريميوم هو إعتمادها على خط مباشر عوض التوقف بين المدن، وتخفيض مدة رحلة السفر، وهو ما يجعل سعر تذاكر بريميوم أغلى من باقي حافلات ستيام الأخرى. وحالياً حافلات ستيام بريميوم ليست متوفرة بجميع المدن، فهي متوفرة فقط بين أكادير-فاس، أكادير-الرباط، أكادير-الدار البيضاء، الدار البيضاء-تطوان، الدار البيضاء-وجدة، الدار البيضاء-فاس.

## الرحلات الوطنية والدولية
تتوفر ستيام على شبكة نقل واسعة، حيث ان حافلاتها تتنقل بين أكثر من 100 وجهة ضمن وجهات التراب الوطني، و 60 في خمس دول أوروبية وهي: فرنسا - بلجيكا - إسبانيا - إيطاليا وألمانيا. وفي كل سنة تقطع الشركة في المتوسط 20 مليون كيلومتر ويبلغ حجم نقل الركاب مليوني راكب سنويا.

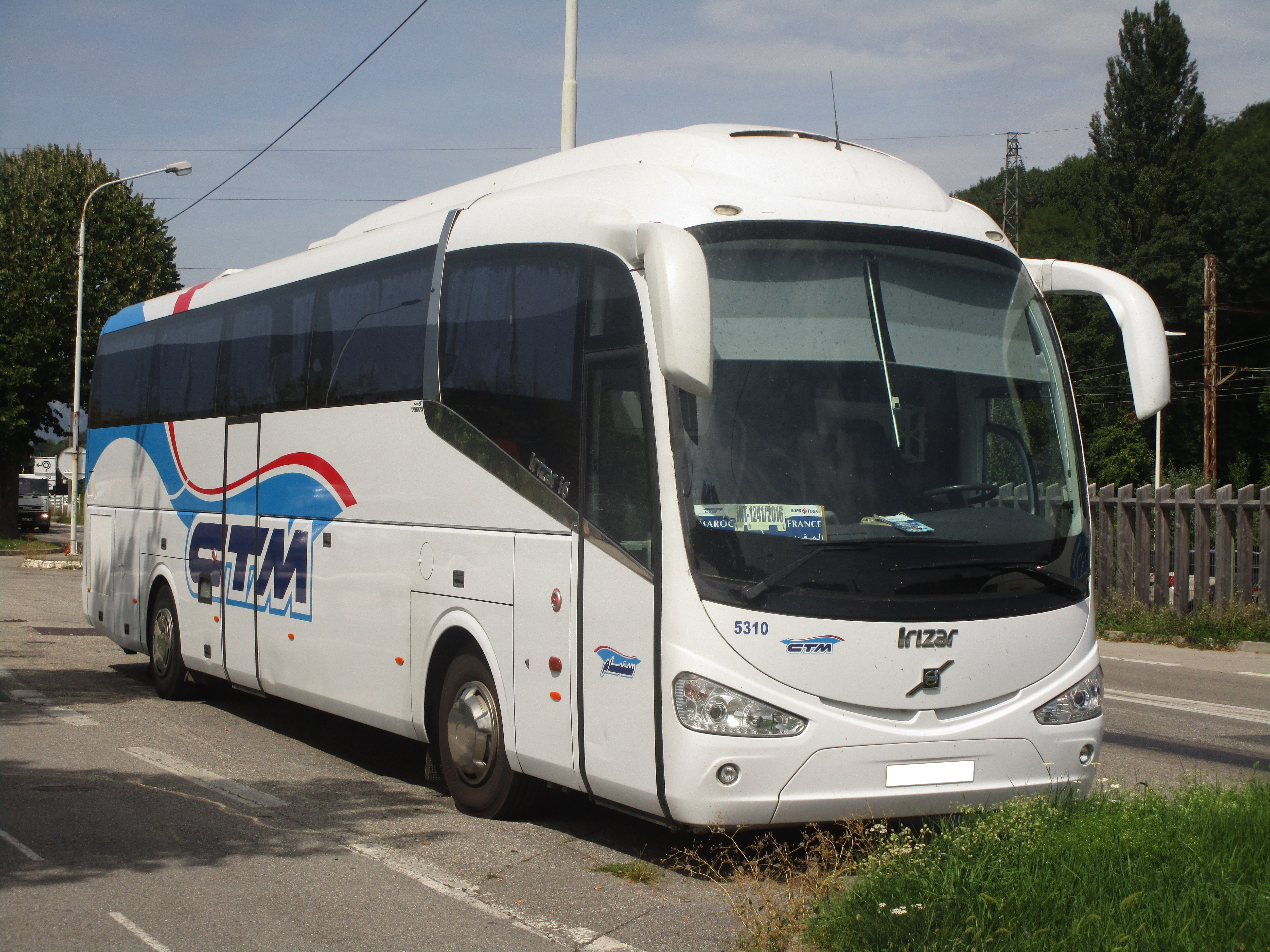
حافلة تابعة لستيام وخاصة بالرحلات الدولية (المغرب - فرنسا)

## الرحلات السياحية
تقوم ستيام بإيجار حافلاتها مع السائقين للشركات والمدارس والأفراد للتجول في كل أنحاء المغرب سواء للأنشطة الثقافية أو المدرسية أو الرياضية أو للأعمال.

## نقل الطرود
تعمل ستيام على نقل الطرود عبر 120 فرع متوزعة على كل التراب الوطني، وتتوفر على 220 وسيلة نقل السلع بين حافلات وشاحنات وسيارات، ويبلغ حجم نقل السلع ل 350.000 طن سنويا و 5 ملايين طرد.

## المحطات
تمتلك ستيام بالمغرب محطات خاصة بها وهي مجهزة بمقاهي وشاشات تلفاز، وتوجد هذه محطات ستيام في العديد من المدن (طنجة، مكناس، فاس، الرباط، الدار البيضاء، مراكش، ورزازات و تطوان )، أما في المدن الأخرى فتستخدم ستيام المحطات الطرقية العامة المشتركة مع الشركات الأخرى أو تقتصر فقط على وكالات صغيرة خاصة بها في المدن الصغرى.

## الأسطول
تتوفر ستيام على أسطول كبير من الحافلات ذات جودة جيدة خاصة، أغلب هذه الحافلات هي من صنع شركة إريزار. كما تتوفر أيضاً ستيام على أسطول من السيارات الخاصة بنقل الارساليات تقوم بتشغيلها شركتها الفرعية ستيام إرساليات.

## الخطوط
| من            | إلى             | سعر التذكرة | ستيام بريميوم | ملاحظات |
| ------------- | --------------- | ----------- | ------------- | --- |
| الرباط        | أكادير          | 275 درهم    | 305 درهم      | |
| الرباط        | تيزنيت          | 300 درهم    | -             | |
| الرباط        | بني ملال        | 125 درهم    | -             | |
| الرباط        | ورزازات         | 210 درهم    | -             | |
| الرباط        | العيون          | 545 درهم    | -             | |
| الدار البيضاء | الفنيدق         | 175 درهم    |               | |
| الدار البيضاء | تطوان           | 165 درهم    | 200 درهم      | |
| الدار البيضاء | شفشاون          | 170 درهم    | -             | |
| الدار البيضاء | الحسيمة         | 220 درهم    | -             | |
| الدار البيضاء | الناظور         | 220 درهم    | -             | |
| الدار البيضاء | فاس             | 110 درهم    | 135 درهم      | |
| الدار البيضاء | أزرو            | 145 درهم    | -             | |
| الدار البيضاء | تازة            | 185 درهم    | -             | |
| الدار البيضاء | بركان           | 255 درهم    | -             | |
| الدار البيضاء | وجدة            | 245 درهم    | 310 درهم      | |
| الدار البيضاء | بني ملال        | 100 درهم    | -             | |
| الدار البيضاء | الرشيدية        | 220 درهم    | -             | |
| الدار البيضاء | ورزازات         | 175 درهم    | -             | |
| الدار البيضاء | زاكورة          | 260 درهم    | -             | |
| الدار البيضاء | امحاميد الغزلان | 285 درهم    | -             | |
| الدار البيضاء | الصويرة         | 155 درهم    | -             | |
| الدار البيضاء | أكادير          | 240 درهم    | 290 درهم      | ثمن تذكرة الدار البيضاء - أكادير عبر طريق الصويرة والجديدة هو 220 درهم ثمن تذكرة الدار البيضاء - أكادير عبر الطريق السيار هو 240 درهم |
| الدار البيضاء | تارودانت        | 205 درهم    | -             | |
| الدار البيضاء | تيزنيت          | 270 درهم    | -             | |
| الدار البيضاء | تافراوت         | 270 درهم    | -             | |
| الدار البيضاء | كلميم           | 330 درهم    | -             | |
| الدار البيضاء | طانطان          | 350 درهم    | -             | |
| الدار البيضاء | العيون          | 505 درهم    | -             | |
| تطوان         | الناظور         | 165 درهم    | -             | |
| تطوان         | وجدة            | 235 درهم    | -             | |
| تطوان         | فاس             | 120 درهم    | -             | أغلب حافلات ستيام من تطوان إلى فاس تمر عبر وزان وشفشاون، وتوجد أيضاً حافلة ستيام من تطوان إلى فاس تمر عبر سيدي قاسم وسوق الأربعاء      |
| أكادير        | ورزازات         | 160 درهم    | -             | |
| أكادير        | فاس             | 330 درهم    | 385 درهم      | |
| أكادير        | السمارة         | 220 درهم    | -             | |
| أكادير        | العيون          | 280 درهم    | -             | |
| أكادير        | بوجدور          | 355 درهم    | -             | |
| أكادير        | الداخلة         | 440 درهم    | -             | |
| أرفود         | فاس             | 165 درهم    | -             | |

## وصلات خارجية
- الموقع الرسمي